# Schweizerischer Berufsdirigentenverband
Der Schweizerische Berufsdirigentenverband (SBDV; franz.: Association Suisse des Directeurs professionnels de Musique (ASDM), ital.: Associazione svizzera dei direttori d’orchestra professionisti (ASDP), rät.: Associaziun Svizra dals Dirigents Professiunals (ASDP), engl.: Swiss Professional Conductors Association (SPCA)) ist der Berufsverband der Schweizer Dirigenten und Dirigentinnen sowohl von Chören als auch Orchestern, die eine professionelle Ausbildung vorweisen können.
Der Verband wurde 1932 als Ostschweizerischer Berufsdirigenten-Verband (OBV) unter Otto Uhlmann gegründet und bereits 1937 zum gesamtschweizerischen Berufsverband ausgedehnt. Er ist ständiges Mitglied der IG CHorama und pflegt traditionell eine enge Zusammenarbeit mit dem Verband Chorleitung Nordwestschweiz (1935 als Nordwestschweizerischer Chordirigentenverband gegründet).